# Acetylchlorid
Acetylchlorid, jinak také chlorid kyseliny octové nebo ethanoylchlorid, je bezbarvá hořlavá kapalina se silným zápachem. Při kontaktu s vodou vznětlivě reaguje.

## Příprava
Jestliže působíme na bezvodou kyselinu octovou chloridem fosforečným, nahradí se v karboxylu hydroxylová skupina –OH atomem chloru za vzniku acetylchloridu:
CH3COOH + PCl5 → CH3COCl + HCl + POCl3
Acetylchlorid lze připravit reakcí s chloridem fosforitým:
3 CH3COOH + PCl3 → 3 CH3COCl + H3PO3

## Použití
Acetylchloridu je využíváno v chemickém průmyslu jako acetylačního činidla.